# فمیلی گای
فَمیلی‌گای (به انگلیسی: Family Guy) یا مرد خانواده یک مجموعهٔ پویانمایی کمدی تلویزیونی آمریکایی است که توسط ست مک‌فارلن ساخته شده و از شبکه رسانه‌ای فاکس پخش می‌شود. کل داستان مجموعه، حول خانواده‌ای خیالی به نام خانوادهٔ گریفن که در شهر خیالی کوهاگ در رود آیلند زندگی می‌کنند، می‌چرخد.
مک‌فارلن این خانواده را پس از ساخت دو فیلم پویانمایی زندگی لری و لری و استیو، طراحی کرد. او با الهام گرفتن از شخصیت لری و سگش استیو، پیتر و برایان را خلق کرد. قسمت آزمایشی این سریال در ۲۰ دسامبر ۱۹۹۸ به روی آنتن رفت و بعد از آن، فاکس به مک‌فارلن چراغ سبز نشان داد. فصل اول این سریال با استقبال خوبی روبه‌رو شد. اما بیننده‌های این سریال در فصل دوم و سوم، به دلیل تداخل زمانی پخش این سریال با سریال‌های دیگر، به‌شدت کاهش یافت و این باعث شد تا فاکس در ۲۰۰۱ و پس از پایان فصل سوم، ادامهٔ ساخت این مجموعه را لغو کند. با استقبال قابل توجه بینندگان از پخش مجدد سریال در شبکهٔ Adult Swim و فروش بالای دی‌وی‌دی‌های فصل‌های اول تا سوم، در ۲۰۰۴، تولید این مجموعه از سر گرفته شد.
فمیلی‌گای ۱۳ بار نامزد دریافت جوایز امی و ۱۱ بار نامزد دریافت جایزهٔ Annie شد که از این بین، برندهٔ چهار جایزهٔ امی و سه جایزهٔ Annie شد. این سریال در سال ۲۰۰۹ نامزد دریافت جایزهٔ امی مجموعه برجسته کمدی شد. این اولین بار بعد از سال ۱۹۶۱ بود که یک پویانمایی نامزد دریافت این جایزه می‌شود. در آن سال مجموعه عصر حجر نامزد دریافت این جایزه شده بود. تا سال ۲۰۲۵، ۴۴۴ قسمت از فمیلی‌گای پخش شده‌است. در ۱۱ مه ۲۰۲۰، فاکس این سریال را برای فصل نوزدهم تمدید کرد. در ۲۳ سپتامبر ۲۰۲۰، فاکس اعلام کرد که این نمایش تا بیست‌‌ و‌ یک فصل ادامه خواهد داشت.

## خاستگاه مجموعه
ایدهٔ فمیلی گای در ۱۹۹۵ و زمانی که مک‌فارلن در دانشگاه طراحی رود آیلند درس می‌خواند، در ذهنش شکل گرفت. در زمان کالج، او برای پایان‌نامه‌اش، فیلم زندگی لری را ساخت، فیلمی که بعداً توسط استادش به کمپانی هانا-باربرا فرستاده شد و همین باعث شد که مک‌فارلن در این شرکت استخدام شود. در ۱۹۹۶، او ادامه‌ای از این فیلم به نام لری و استیو را درست کرد. شخصیت‌های اصلی این فیلم مرد میانسالی به نام استیو و سگش لری بودند. این فیلم در ۱۹۹۷، از شبکه کارتون نتورک پخش شد.

لری (چپ) و استیو (راست) شخصیت‌هایی که در فیلم لری و استیو ظاهر شدند. این فیلم را ست مک‌فارلن کارگردانی کرد. شخصیت پیتر و برایان، الهام گرفته از این دو شخصیت است.

مدیران فاکس این فیلم را دیدند و با مک‌فارلن برای ساختن مجموعه‌ای به نام فمیلی گای قرارداد بستند. فاکس ۵۰٬۰۰۰ دلار بودجه در اختیار مک‌فارلن گذاشت و از او خواست تا قسمتی آزمایشی و ۱۵ دقیقه‌ای بسازد. بسیاری از نمودهای فمیلی گای از فیلم لری و استیو گرفته شده‌است. با کار کردن روی این مجموعه، شخصیت‌های استیو و لری به پیتر و برایان تبدیل شدند. او از بسیاری از سریال‌های کمدی موقعیت مانند همهٔ اعضای خانواده و سیمپسون‌ها برای ساخت این سریال الهام گرفته‌است.
فمیلی گای ابتدا قرار بود به صورت فیلم‌های کوتاه ساخته و از شبکه MADtv پخش گردد. اما بودجه به اندازه کافی نبود تا این سریال بلندتر باشد. سپس مک‌فارلن پیشنهاد داد تا فمیلی گای به صورت یک مجموعهٔ تلویزیونی از شبکه فاکس، پخش شود. سریال فمیلی گای در همان سالی که پخش پادشاه تپه در فاکس شروع شد، به این شبکه پیشنهاد داده شد. بعد از موفقیت مجموعه پادشاه تپه، در ۱۵ مهٔ ۱۹۹۸، فاکس ۱۳ قسمت از فمیلی گای را سفارش داد.

## تولید

### سازندگان اختصاصی
ست مک‌فارلن، خالق این مجموعه، از ابتدا تا کنون تولیدکننده اجرایی این سریال بوده‌است. نخستین سازندگانی که با آن‌ها در این مجموعه کار شد، دیوید زاکرمن، لولی آریز، دیوید پریچارد و مایک ولف بودند. فامیلی گای از ابتدا تاکنون، تولیدکننده اجرایی متعددی داشته‌است که از جمله آن‌ها می‌توان به دنیلی پالادینو، کارا ولو و دنی اسمیت اشاره کرد. دیوید ای. گودمن در فصل سوم به عنوان دستیار تولیدکنندگان اجرایی به این سریال پیوست. الکس بورستین که به جای شخصیت لوییس صحبت می‌کند، در فصل چهارم و پنجم، تولیدکننده اجرایی و سرپرست تهیه‌کنندگان نیز بود. بیشترین نقش برای تولید این سریال را مک‌فارلن ایفا می‌کند. او که در این مجموعه به چای چندین شخصیت صحبت می‌کند، از شروع پخش این سریال، سرپرست نویسندگان و تهیه‌کنندگان نیز هست.

### نویسندگان
تیم اولیه نویسندگان سریال با حضور نویسندگانی همچون کریس شریدان، دنی اسمیت، گری جنتی، ریکی بلیت، نیل گولدمن، گرت داناوان، مت ویتزمن و مایک بارکر، شکل گرفت. روند نوشتن فیلم‌نامه‌های فامیلی گای، این گونه است که ۱۴ نویسنده فیلم‌نامه‌های خود را می‌نویسند و در اختیار سایر نویسندگان قرار می‌دهند تا آن‌ها فیلم‌نامه‌هایشان را بخوانند. فامیلی گای شیوه‌ای در پیش گرفته که پیرو آن، در چندین سکانس، تصویر عوض می‌شود و خاطره‌ای از گذشته، آینده یا هر آنچه در ذهن شخصیت‌های سریال هست، نشان داده می‌شود. اگر تعداد این‌گونه سکانس‌ها در فیلم‌نامه کم باشد، نویسندگان سعی می‌کنند تا بر تعداد آن‌ها بیفزایند. سپس مک‌فارلن و بقیه تیم نویسندگی تلاش می‌کنند تا بخش‌های خنده‌دار بیشتری به فیلم‌نامه اضافه کنند. مک‌فارلن می‌گوید به دلیل این که طراحی‌های این سریال با دست انجام می‌شود، تولید هر قسمت از این مجموعه، حدود ده ماه طول می‌کشد. به همین دلیل است که وقایع زمان پخش مجموعه، در آن مطرح نمی‌شود. بیشتر نویسندگانی که در ابتدا برای این مجموعه، فیلم‌نامه می‌نوشتند، هرگز در حوزهٔ پویانمایی کار نکرده بودند و بیشتر آن‌ها برای سریال‌های کمدی موقعیت، فیلم‌نامه نوشته بودند.

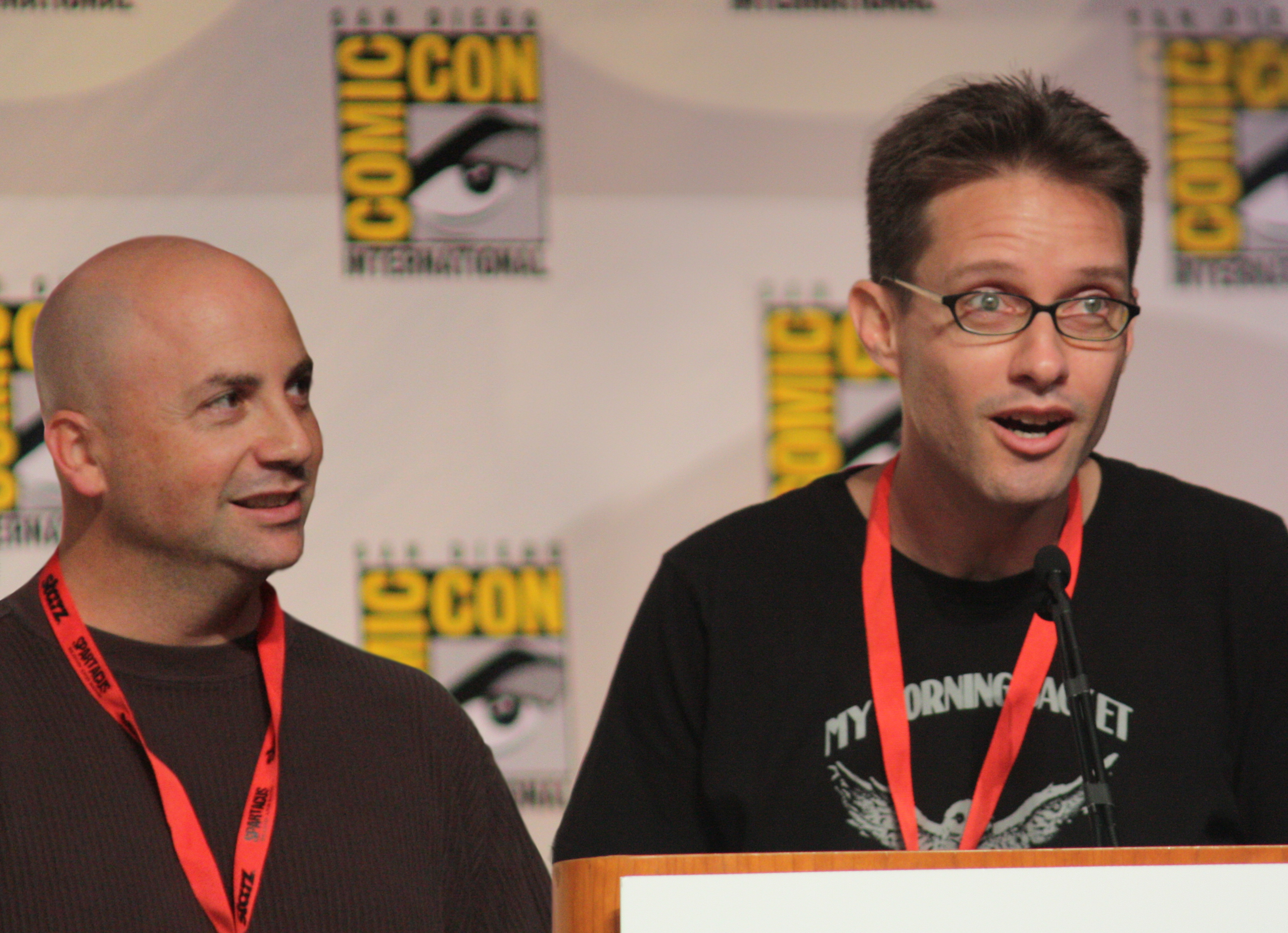
مت ویتزمن (چپ) نویسنده سابق این مجموعه و مایک بارکر تهیه‌کننده و نویسندهٔ سابق این مجموعه هر دوی آن‌ها بعداً به همراه مک‌فارلن، بابای آمریکایی! را خلق کردند.

در مصاحبه‌ای که در دی‌وی‌دی فصل اول این مجموعه با مک‌فارلن انجام شده‌است، او می‌گوید که به سریال‌های رادیویی دهه‌های ۳۰ و ۴۰ میلادی که از جمله آن‌ها یک سریال دلهره‌آور به نام Suspense می‌باشد، علاقهٔ زیادی دارد و به همین دلیل برای برخی قسمت‌ها، نام‌هایی انتخاب می‌کند که به قتل و مرگ ارتباط دارد، مانند مرگ سایه دارد و تصمیم قتل که به ترتیب قسمت‌های اول و چهارم فصل اول این سریال می‌باشند. مک‌فارلن بعداً اعلام کرد که تیم نویسندگی تصمیم گرفته این‌گونه نام‌گذاری قسمت‌ها را کنار بگذارد، زیرا ارتباط دادن آن‌ها به داستان سریال، دشوار است.
استیو کالاگان با نوشتن ۱۸ اپیزود از این سریال، در بین نویسندگان این مجموعه رکورددار است. بسیاری از نویسندگان، این مجموعه را ترک کردند تا روی سریال‌های دیگر کار کنند. نیل گولدمن و گرت داناوان پس از هشت سال کار کردن روی این سریال، از تیم جدا شدند و سیزده قسمت از سریال ان‌بی‌سی به نام Scrubs را نوشتند و همچنین تولیدکنندهٔ اجرایی این سریال نیز شدند. مایک بارکر و مت ویتزمن هم به همراه مک‌فارلن سریال بابای آمریکایی! را خلق کردند.
با اعتصاب نویسندگان آمریکایی (۲۰۰۸–۲۰۰۷)، تولید این سریال نیز در دسامبر ۲۰۰۷ و در چند بازهٔ زمانی بعد از آن، متوقف شد. فاکس چندین اپیزود را بدون تأیید نهایی مک‌فارلن تولید کرد. اگرچه مک‌فارلن نمی‌خواست در آن دوره، تولید سریال ادامه یابد، اما با توجه به قراردادش با فاکس، مجبور شد تا کارش را ادامه بدهد. تولید این سریال پس از پایان اعتصاب، به صورت رسمی شروع شد و پخش عادی آن از ۱۷ فوریه ۲۰۰۸ آغاز شد.

### کارگردانان
سریال فامیلی گای خانواده تاکنون ۳۰ کارگردان داشته‌است که از این بین پیتر شین و پیت میشل، به ترتیب هر کدام ۴۵ و ۳۶ اپیزود را کارگردانی کرده‌اند، که با این حساب پرکارترین کارگردانان این مجموعه به حساب می‌آیند. علاوه بر این، آن‌ها تنها کارگردانانی هستند که از ابتدای مجموعه تا کنون، در تیم ساخت این مجموعه حضور داشته‌اند.

### صداپیشگان
ست مک‌فارلن به جای چهار شخصیت اصلی این سریال صحبت می‌کند:پیتر گریفن، برایان گریفن، استووی گریفن و گلن کواگمایر. مک‌فارلن خودش خواسته تا به‌جای این شخصیت‌ها حرف بزند؛ زیرا معتقد است که خودش بهتر می‌تواند این کار را انجام دهد تا این که از کسی دیگر بخواهد. مک‌فارلن صدای پیتر را از یکی از نگهبانان دانشگاه طراحی رود آیلند الهام گرفته‌است. صدای استووی بر اساس صدای بازیگر انگلیسی، رکس هریسن می‌باشد. صدای برایان، صدای معمولی مک‌فارلن است. همچنین او به‌جای چندین شخصیت مهمان و مکمل مانند گلن کواگمایر (همسایه خانواده گریفن)، تام تاکر (گوینده اخبار تلویزیون) و کارتر پیوترشمیدت (پدر لوییس) حرف می‌زند. الکس بورستین به جای لوییس، تریشیا تاکاناوا (خبرنگار آسیایی تلویزیون)، لورتا براون و ببز پیوترشمیت صحبت می‌کند. ست گرین به جای کریس و نیل گولدمن صحبت می‌کند. در فصل اول، لیسی شابرت به جای مگ حرف می‌زد، ولی او به دلیل ادامه تحصیل و بازی در سریالی دیگر، مجموعه را ترک کرد و میلا کونیس، جانشین وی شد. مایک هنری به جای کلیولند براون و هربرت صحبت می‌کند. هنری و مک‌فارلن در دانشگاه رود آیلند با هم آشنا شدند. چند سال بعد مک‌فارلن از هنری خواست تا در این سریال صداپیشگی کند و هنری پذیرفت. همچنین او یکی از نویسندگان سریال نیز می‌باشد. در چهار فصل اول، نام او به عنوان صداپیشهٔ مهمان در تیتراژ سریال ذکر می‌شد، اما از شروع فصل پنجم، نام او در بین صداپیشگان اصلی سریال قرار گرفت.
| صداپیشگان اصلی                                                                                  | صداپیشگان اصلی                                                                | صداپیشگان اصلی                                                         | صداپیشگان اصلی                                           | صداپیشگان اصلی |
| ----------------------------------------------------------------------------------------------- | ----------------------------------------------------------------------------- | ---------------------------------------------------------------------- | -------------------------------------------------------- | --- |
| A man with black hair and a black shirt, leaning forward, smiling into a microphone.            | A woman with black hair, tied back, smiling, and sitting behind a microphone. | A man with red hair, smiling slightly and sitting behind a microphone. | A woman with long brown hair, smiling into a microphone. | A man with closely shaven hair, and slight stubble, looking to the side slightly with his eyes, behind a microphone. |
| ست مک‌فارلن                                                                                      | الکس بورستین                                                                  | ست گرین                                                                | میلا کونیس                                               | مایک هنری |
| پیتر گریفن، استووی گریفن، برایان گریفن، گلن کواگمایر، تام تاکر، کارتر پیوترشمیت و شخصیت‌های دیگر | لوییس گریفن، لورتا براون، باربارا پیوترشمیت، تریشیا تاکاناوا و شخصیت‌های دیگر  | کریس گریفن، نیل گولدمن و شخصیت‌های دیگر                                 | مگ گریفن                                                 | کلیولند براون، هربرت، مرد کَر، بروس هنرمند، شخصیت‌های دیگر                                                             |

دیگر صدا پیشگانی که در این مجموعه حضور دارند، پاتریک وربرتون به جای جو سوانسون، آدام وست به جای شهردار آدام وست، جنیفر تیلی به جای بونی سوانسون، جان جی. برنان به جای مورت گولدمن و هوراس، کارلوس الازروکی به جای جاناتان وید، آدام کارولا و نورم مک‌دونالد به جای مرگ، لوری آلن به جای دایان سیمونز و فیل لامر به جای اولی ویلیامز و قاضی، می‌باشند. همچنین بوتچ هارتمن، در بسیاری از قسمت‌ها به جای شخصیت‌های مختلف صحبت کرده‌است و همچنین دنی اسمیت، که خودش از نویسندگان این سریال است، به جای چند شخصیت در سریال حرف زده‌است.

### اوایل پخش و لغو شدن مجموعه
فامیلی گای، به صورت رسمی در ۳۱ ژانویه ۱۹۹۹ و بعد از مسابقه سوپربول پخش گردید. قسمت اول سریال ۲۲ میلیون بیننده داشت. قسمت بعدی سریال در ۱۱ آوریل ۱۹۹۹ پخش شد. فاکس تصمیم گرفت تا این سریال را یک‌شنبه‌ها ساعت ۸:۳۰ شب (به وقت محلی) به صورت منظم پخش کند. این موقع، بین زمان پخش سریال سیمپسون‌ها و پرونده‌های مجهول بود. در پایان فصل اول، این سریال با میانگین ۱۲٫۸ میلیون بیننده برای هر قسمت، رتبهٔ ۳۳ام را در بین همهٔ سریال‌ها به خود اختصاص داد. پخش فصل دوم این سریال از ۲۳ سپتامبر ۱۹۹۹ شروع شد و زمان پخش آن به پنج‌شنبه‌ها ساعت ۹ شب تغییر یافت. این موقع، همزمان با پخش سریال Frasier از شبکه ان‌بی‌سی بود و همین باعث شد تا بیننده‌های فامیلی گای به شدت کاهش یابد. فاکس این سریال را از برنامه‌های پخش خود حذف کرد و شروع به پخش نامنظم اپیزودهای آن کرد. سریال در ۷ مارس ۲۰۰۰ به حالت پخش اولیه خود برگشت. اما با همزمان شدن با پخش مسابقه چه کسی می‌خواهد میلیونر بشود از شبکه ای‌بی‌سی، در پایان فصل دوم و با میانگین ۶٫۳۲۰ میلیون بیننده، در رتبه ۱۱۴ام قرار گرفت. فاکس در ۲۰۰۰ و بعد از پایان فصل دوم، اعلام کرد که این سریال کنسل شده‌است. اما بعد در ۲۴ ژوئیه ۲۰۰۰، ۱۳ قسمت برای فصل سوم سفارش داد.
سریال از ۸ نوامبر ۲۰۰۱ شروع به پخش کرد. زمان جدید پخش سریال، پنج‌شنبه‌ها ساعت ۸ شب بود. این زمان‌بندی سریال را وارد رقابتی میان سریال‌های دوستان و نجات‌یافته کرد. در طول پخش فصل سوم، فاکس بارها زمان‌بندی سریال را تغییر داد و این باعث شد تا از نمره سریال کاسته شود. فامیلی گای در برنامه‌های سال ۲۰۰۲ فاکس قرار نگرفت و بعد از آن فاکس به صورت رسمی انحلال این سریال را اعلام کرد.

### موفقیت مجموعه و احیا شدن آن
فاکس تلاش کرد تا امتیاز پخش مجدد سریال را به شبکه‌ای دیگر بفروشد. پیدا کردن مشتری برای آن کار دشواری بود، ولی در نهایت شبکه کارتون نتورک امتیاز این مجموعه را خرید. پخش مجدد فامیلی گای از این شبکه، از ۲۳ آوریل ۲۰۰۳ آغاز شد و فوراً به پربیننده‌ترین برنامه تبدیل شد. در همان هفته‌ای که پخش مجدد سریال از شبکه Adult Swim (یکی از زیرشاخه‌های کارتون نتورک) آغاز گردید، دی‌وی‌دی‌های فصل اول و دوم سریال نیز به بازار آمد. در طول یک ماه، ۴۰۰٬۰۰۰ نسخه از این دی‌وی‌دی‌ها به فروش رسید و تا پایان سال این عدد به ۲٫۲ میلیون نسخه رسید و این باعث شد تا دی‌وی‌دی‌های فامیلی گای به پرفروش‌ترین سریال‌های تلویزیونی در سال و دومین سریال پرفروش تاریخ تبدیل شود. بعد از این، دی‌وی‌دی‌های فصل سوم نیز به بازار عرضه شد که این فصل هم بیشتر از یک میلیون نسخه فروش داشت. فروش بالای دی‌وی‌دی‌های این سریال و پربیننده بودن سریال در پخش مجدد آن، فاکس را بر آن داشت تا ۳۵ قسمت جدید از این سریال را سفارش دهد. این نخستین بار بود که یک سریال پس از موفقیت در فروش دی‌وی‌دی، احیا می‌شد.
اولین قسمت سریال پس از احیای آن در ۲۵ مهٔ ۲۰۰۵ به روی آنتن رفت. این قسمت سریال ۱۱٫۸۵ میلیون بیننده داشت.

## شخصیت‌ها

از سمت چپ به راست: برایان، لوویس، پیتر، استووی، کریس و مگ

داستان این سریال حول زندگی خانوادهٔ پیتر گریفن سیر می‌کند. او ایرلندی-آمریکایی است و در یک خانواده کاتولیک به دنیا آمده‌است. با لهجه‌ای بوستونی حرف می‌زند و در رود آیلند زندگی می‌کند. او با لوییس ازدواج کرده‌است. لوییس فرزند خانوادهٔ ثروتمند پیوترشمیت می‌باشد. پیتر و لوییس سه فرزند دارند:مگ، دختر نوجوانشان که کمی بی‌دست و پاست و مدام مورد تمسخر دیگران قرار می‌گیرد؛ کریس، پسر نوجوانی که چاقی دارد، کم‌هوش است و تقریباً نمونهٔ جوان پدرش است؛ استووی، فرزند کوچک خانواده که می‌تواند حرف بزند و همواره در رابطه با کردار بزرگسالان صحبت می‌کند. برایان، سگ خانواده است و در کنار آن‌ها زندگی می‌کند. او مانند یک انسان حرف می‌زند، قدرت اندیشه دارد و به مارتینی علاقه دارد.
شخصیت‌های دیگر نیز در این سریال حضور دارند، که در برخی از قسمت‌ها ظاهر می‌شوند. گلن کواگمایر که همسایه گریفن‌هاست و معتاد جنسی است. کلیولند براون و همسرش لورتا، به همراه جو سوانسون که یک پلیس و ناتوان جسمی است و همسرش بونی، همسایه‌های خانواده گریفن هستند. سوزی فرزند جو و بونی است. مورت گولدمن که یک داروساز یهودی است به همراه همسرش موریل و فرزندش نیل و  هربرت با سگش جسی که نمایانگر پیرمردی با احوالات پدوفیلیا است از دیگران همسایگان آن‌ها هستند.
تام تاکر، دایان سیمونز، تریشیا تاکاناوا و اولی ویلیامز مجریان تلویزیون هستند. آدام وست نیز شهردار شهر کوهاگ می‌باشد.

## محیط
| متن alt تصویر چپ           |  | متن alt تصویر راست      |
| آسمان پویانمایی فامیلی گای |  | نمایی از آسمان پراویدنس |

محیط اصلی که داستان فامیلی گای در آن اتفاق می‌افتد، شهری به نام کوهاگ واقع در رود آیلند می‌باشد. مک‌فارلن، زمانی که در دانشگاه درس می‌خواند، در پراویدنس به سر می‌برد و به همین دلیل، در این سریال نشان‌هایی از رود آیلند می‌بینیم. همچنین مک‌فارلن از برخی از نام مکان‌ها و شخصیت‌های رود آیلند استفاده کرده‌است.

## نشانه‌ها

### قسمت‌های به سمت
قسمت‌هایی که نام آن‌ها با مسیر… شروع می‌شود، نشان‌دهندهٔ این است که آن قسمت دربارهٔ یک سفر است.
نام این قسمت‌ها، از فیلم‌های کمدی هفت‌گانهٔ به سمت ... با بازی بینگ کرازبی، باب هپ و دوروتی لیمر که در دهه ۴۰ میلادی ساخته شدند، گرفته شده‌است. در این قسمت‌ها، معمولاً استووی و برایان در جایی فراطبیعی و ناآشنا با شهر کوهاگ حضور می‌یابند. اولین‌بار اپیزودی به نام به سمت رود آیلند در ۳۰ مهٔ ۲۰۰۰ پخش شد. در این قسمت‌ها، از موسیقی فیلم‌های معروف، علامت‌های تجاری استفاده می‌شود و در برخی صحنه‌ها از فیلم‌های علمی-تخیلی و فانتزی دیگر تقلید می‌شود.

### شوخی‌ها
برخی سکانس‌های فامیلی گای از شیوهٔ خاصی پیروی می‌کند، گذشته‌نما یا به عبارتی صحنه ای که در بین صحبت کردن یک شخصیت در یک صحنه، تصویر قطع می‌شود و تصویری از آینده، گذشته یا هر آنچه در ذهن شخصیت هست، نشان داده می‌شود.
در قسمت‌های اول، بیشتر طنز سریال مربوط به شرارت‌های استووی بود. او در ذهن خود ایده‌های شومی داشت، می‌خواست بر دنیا مسلط شود و همچنین قصد داشت مادرش را بکشد. بعد از مدتی، تیم نویسندگان و مک‌فارلن به این نتیجه رسیدند که این ایده دیگر خنده‌دار نیست و تصمیم گرفتند تا شیوهٔ نوشتن در مورد شخصیت استووی را تغییر بدهند. رایج‌ترین طنز استفاده شده در فامیلی گای، شکستن دیوار چهارم و صحبت با مخاطبان می‌باشد. به طول مثال در اولین اپیزودی که بعد از احیای سریال پخش شد، پیتر دربارهٔ انحلال سریال به خانواده‌اش می‌گوید که فاکس جای آن‌ها را به ۲۹ سریال دیگر داده‌است و وقتی لوییس از پیتر می‌پرسد که آیا امیدی هست یا خیر، پیتر جواب می‌دهد که اگر همهٔ آن‌ها کنسل شوند، امیدی هست. این ۲۹ سریال در زمانی که پخش فامیلی گای متوقف شده بود، واقعاً کنسل شدند.
در این سریال از تکه‌کلام‌هایی استفاده می‌شود که خیلی مشهور شده‌اند. به‌طور مثال گلن کواگمایر می‌گوید گیگیتی گیگیتی گو و لعنتیِ عالی تکه کلام پیتر است. بیا جلو ببینم! نیز تکه کلام جو سوانسون می‌باشد. در یکی از اپیزودها که پیتر همه‌چیز راجع به زندگی‌اش را فراموش کرده‌است، می‌گوید دوه و لوییس به او تذکر می‌دهد که این تکه‌کلام او نیست.

## دیدگاه‌ها، موفقیت‌ها و انتقادات

### موفقیت مجموعه
فمیلی‌گای نظرات مثبتی از سوی منتقدان دریافت کرده‌است. کاترین سیپ از مجله منتقدان ملی این سریال را کثیف اما بسیار خنده‌دار توصیف می‌کند. کارن جیمز از نیویورک تایمز، خانواده گریفن را خانواده‌ای طنز که عصبی‌کننده هستند و این مجموعه را دارای قابلیت‌های زیاد برای خنداندن تشریح کرده‌است. روزنامه صبح سیدنی هرالد، این سریال را در ۲۱ آوریل ۲۰۰۹، به عنوان مجموعهٔ هفته انتخاب کرد. فریزر مور از نشریه ستل تایمز می‌گوید که این مجموعه میل پایان‌ناپذیری برای خنداندن مخاطب از طریق سوژه‌هایی که به بدن انسان مربوط می‌شود، دارد. همچنین او این مجموعه را بی‌ادبانه و خام، ولی خوشمزه توصیف می‌کند. نانسی فرانکلین از نیویورکر می‌گوید که این مجموعه به خاطر کمدی سکسی‌اش، به تدریج در حال تبدیل شدن به یکی از بهترین مجموعه‌های پویانمایی است. او معتقد است از چندین لحاظ، فمیلی‌گای حتی از سیمپسون‌ها هم بهتر است. آی‌جی‌ان فمیلی‌گای را یک سریال عالی توصیف و اعلام کرده که به سختی می‌توان مجموعه‌ای مانند فمیلی‌گای پیدا کرد که مردم را آن‌قدر بخنداند. فمیلی‌گای در بریتانیا نیز پخش می‌شود و بینندگان آن بین ۷۰۰٬۰۰۰ تا ۱٬۰۰۰٬۰۰۰ نفر، تخمین زده می‌شود.
همچنین این سریال، بسیاری از هنرپیشگان و افراد معروف را مجذوب خود کرده‌است. امیلی بلانت اعلام کرد که فمیلی‌گای از سریال‌های مورد علاقهٔ اوست و دوست دارد به عنوان مهمان افتخاری در این سریال حضور یابد. رابرت داونی جونیور با سازندگان این سریال، تماس گرفته تا ببیند می‌تواند در این سریال مشارکت داشته باشد، زیرا پسر او طرفدار این مجموعه است. تهیه‌کنندگان نیز یک شخصیت برای حضور وی در سریال ساختند. لورن کونارد بعد از آشنایی با مک‌فارلن، این سریال را دنبال کرد و به یکی از دوست‌داران این مجموعه تبدیل شد. او می‌گوید شخصیت محبوب او استووی است. همچنین او در یکی از قسمت‌های این سریال، به‌صورت مهمان حضور یافت. دواین جانسون خودش را یکی از طرفداران بزرگ‌ فمیلی‌گای توصیف کرده‌است. مک‌فارلن در یکی از فیلم‌های جانسون به نام پری دندان، نقش کوتاهی داشت. این اتفاق باعث شد تا این دو با هم دوست شوند و جانسون در دو اپیزود از فمیلی‌گای حضور یابد. ریهانا نیز اقرار کرده که یکی از طرفداران این مجموعه است. بریتنی اسپیرز نیز از هواداران این سریال است و می‌گوید سعی دارد تا لهجه بریتانیایی استووی را تقلید کند.

### جوایز
فمیلی‌گای و دست‌اندرکاران آن، تاکنون ۱۳ بار نامزد دریافت جایزه امی شده‌اند که چهار بار برندهٔ آن شده‌اند. مک‌فارلن برنده جایزه برجسته‌ترین صداپیشگی، به خاطر صداپیشگی شخصیت استووی شد. مورفی و مک‌فارلن به خاطر شعر و آهنگ ترانهٔ خیلی چیزها هست که باید ببینی صاحب جایزه برجسته‌ترین آهنگ و ترانه شدند. استیون فونتی به خاطر کتابش دربارۀ اپیزود کریسی جا نمانده (اشاره به طرح No Child Left Behind جهت تحصیل رایگان برای کودکان آمریکایی)، جایزه موفقیت انفرادی برجسته را از آن خود کرد. گریگ کولتون هم با نوشتن کتابی راجع‌به اپیزود به سمت دنیای مجازی این جایزه را کسب کرده‌است. در سال ۲۰۰۹، فمیلی‌گای نامزد دریافت جایزه مجموعه برجسته کمدی شد. این اولین بار پس از سال ۱۹۶۱ بود که یک مجموعه پویانمایی نامزد دریافت این جایزه می‌شود. در آن سال، سریال عصر حجر، نامزد دریافت این جایزه شده بود. همچنین این مجموعه تاکنون ۱۱ بار نامزد دریافت جایزه Annie شده‌است که سه‌بار برندهٔ آن شده‌است. دو‌بار در ۲۰۰۶ و یک‌بار در ۲۰۰۸. فمیلی‌گای در جشنواره‌های مختلف از جمله جوایز برگزیده مردم و جوایز برگزیده نوجوانان، برندهٔ جایزه‌های متعدد شده‌است.

### انتقادات
فمیلی‌گای از سوی برخی منتقدان و روزنامه‌نگاران به دلیل ناسزاگویی، بی‌حرمتی به مقدسات، برهنگی و خشونت مورد انتقاد قرار گرفته‌است. کمیسیون ارتباطات فدرال، تاکنون درخواست‌هایی برای جلوگیری از ادامه پخش این سریال دریافت کرده‌است.
سازمان‌های خانواده و گروه‌های مذهبی معتقدند که این سریال، اعتقادات دینی را به سخره گرفته‌است. در موارد مشابه، موسسات خیریه می‌گویند که این سریال نباید به موارد حساسی مانند بیماری ایدز/اچ‌آی‌وی و سندرم داون نزدیک شود. همین‌طور برخی منتقدان و کارتونیست‌ها، به علت طنزهای فرهنگی بیش از حد و تقلید از مجموعه‌های دیگر، از این سریال انتقاد کرده‌اند. در برخی قسمت‌های سیمپسون‌ها، سریال فمیلی‌گای مورد تمسخر قرار گرفته‌است. با این حال مک‌فارلن و مت گرونینگ (خالق سیمپسون‌ها)، وجود هرگونه دشمنی بین این مجموعه‌ها را رد کرده‌ و گفته‌اند بین آن‌ها فقط حس رقابت وجود دارد. از طرف دیگر، جان کریسفالوزی خالق مجموعه رن و استیمپی، تری پارکر و مت استون سازندگان مجموعه ساوت پارک، از منتقدان فمیلی‌گای هستند.

## رسانه‌های دیگر

### فیلم
در ۲۲ ژوئیه ۲۰۰۷، مک‌فارلن در مصاحبه با مجله گزارشگر هالیوود به صورت غیررسمی اعلام کرد که احتمالاً در آینده روی فیلم سینمایی فامیلی گای کار خواهد کرد. در ۱۸ ژوئیه ۲۰۰۸، مک‌فارلن به صورت رسمی تأیید کرد که فیلمی با شخصیت‌های این سریال تولید خواهد کرد و در سینماها اکران خواهد شد. او گفته که فیلم به صورت فیلم‌های موزیکال قدیمی خواهد بود.

### مجموعه‌های مرتبط
مک‌فارلن به همراه مایک هنری و ریچارد اپل مجموعه پویانمایی دیگری مرتبط با فامیلی گای را خلق کرده‌اند. بحث ساخت این سریال در ۲۰۰۷ شروع شد و در ۲۷ سپتامبر ۲۰۰۹ اولین قسمت کلیولند شو پخش گردید. داستان این سریال حول خانواده کلیولند براون می‌باشد که در سریال فامیلی گای یکی از همسایگان خانواده گریفن است.

### بازی‌های ویدئویی
بازی ویدئویی فامیلی گای! در ۲۰۰۶ و در سبک اکشن توسط شرکت High Voltage Software ساخته شد و ۲کا گیمز آن را منتشر کرد. این بازی با توجه به نظرسنجی متاکریتیک، نظر مثبت ۵۰ درصد مخاطبان پلی‌استیشن ۲، ۵۱ درصد مخاطبان پی‌اس‌پی و ۵۳ درصد مخاطبان ایکس‌باکس ۳۶۰ را دربرداشت. نقطه قوت بازی خنده‌دار بودن آن بود. ناراضیان نیز از کوتاه بودن و غیرجذاب بودن گیم‌پلی بازی شکایت داشتند. در ۲ نوامبر ۲۰۰۹، رایان لنگلی، خبرنگار آی‌جی‌ان گزارش داد که بازی جدیدی از فامیلی گای برای کنسول‌های پلی‌استیشن ۳، ایکس‌باکس ۳۶۰ و وی در راه است.
همچنین در ۲۰۰۷، دستگاه پین‌بال فامیلی گای، به بازار عرضه شد.

## فمیلی گای در بازار
تا سال ۲۰۰۹، شش کتاب در مورد سریال فامیلی گای توسط انتشارات هارپرکالینز منتشر شده‌است. نخستین کتاب، فامیلی گای: راهنمای استووی برای سلطه بر جهان می‌باشد که در ۲۶ آوریل ۲۰۰۵ منتشر شده‌است. نویسنده این کتاب استیون کالاهان می‌باشد. این کتاب تصویری است و اندیشه‌های استووی برای چیرگی بر دنیا را نشان می‌دهد. فامیلی گای: به یک روستایی احمق احتیاج دارم و من با یکی‌شان ازدواج کرده‌ام، کتاب دیگری است که در مورد قسمتی با همین نام در مجموعه، نوشته شده‌است.
فامیلی گای در بازار بسیار موفق بوده‌است، چنان‌که احیای این سریال، به دلیل فروش بالای دی‌وی‌دی‌های این مجموعه بود.

### معادل‌های انگلیسی
1. ↑  All in the Family
2. ↑  King of the Hill
3. ↑  Death Has a Shadow
4. ↑  Mind Over Murder
5. ↑  Who Wants to Be a Millionaire
6. ↑  Survivor
7. ↑  Road to
8. ↑  Road to Rhode Island
9. ↑  Giggity giggity goo
10. ↑  Freakin' sweet
11. ↑  Bring it on
12. ↑  You Got a Lot to See
13. ↑  No Chris Left Behind
14. ↑  Road to the Multiverse
15. ↑  Federal Communications Commission or FCC
16. ↑  Steve Callahan